# FNS27時間テレビ (1997年 - 2003年)
『FNS27時間テレビ』（エフエヌエスにじゅうななじかんテレビ）は、1987年から1年に1度生放送されている『FNSの日』の、1997年以降の通称であり日本の長時間特別番組。「27時間テレビ」や「27HTV」と略されることもある。 本項では、1997年から2003年までの「FNS27時間テレビ」について記述する。
番組は、その年のメインコンセプトテーマに沿った内容となる。
タイトルは日本テレビ系列『24時間テレビ 「愛は地球を救う」』を真似たもの。
制作著作はフジテレビではなく、テレビ大分を除くFNSフジネットワーク（または「フジネットワーク27社」）となっている。
- 1987年（第1回） - 1991年（第5回）、1995年・1996年（第9回・第10回）の『FNSの日』は『FNSスーパースペシャル1億人のテレビ夢列島』を参照。
- 1992年（第6回） - 1994年（第8回）の『FNSの日』は『平成教育テレビ』を参照。
- 2004年（第18回）以降の『FNSの日』は以下を参照。
  - 2004年・2005年・2006年・2007年・2008年・2009年・2010年・2011年・2012年・2013年・2014年・2015年・2016年・2017年・2018年・2019年・2023年・2024年

## 第11回（1997年）『疾風怒涛!FNSの日スーパースペシャルXI真夏の27時間ぶっ通しカーニバル 〜REBORN〜』
1997年7月26日18:00 - 27日20:54
- 総合司会 : ダウンタウン（浜田雅功・松本人志）
- 番組のテーマは「REBORN」
- 番組テーマソングは林原めぐみ『灼熱の恋』

フジテレビが新宿区河田町から港区台場に移転してから初めての『FNS27時間テレビ』。また4月1日に開局したさくらんぼテレビと高知さんさんテレビもこの回から参加している。山形県では1992年以来5年ぶりの放送で、高知県での放送は初めて。この年からステレオ放送になった。
「テレビ夢列島」（1987年〜1991年、1995年〜1996年）や「平成教育テレビ」（1992年〜1994年）のお笑いBIG3（タモリ、ビートたけし、明石家さんま）をメインとした内容から全面的に見直し、総合司会にダウンタウンを起用した。同コンビが司会を務める『HEY!HEY!HEY! MUSIC CHAMP』を主体としたコーナーを含めて歌手・アーティストが多く出演、例年より音楽要素が強くなった。
放送当日に台風9号が直撃したため、27時間内に全国各地から船で食材を運ぶメイン企画を始めとする番組の内容が大幅な変更を余儀なくされた。
オープニングはフジテレビが河田町からお台場に引っ越したことから、社屋前の海に浮かぶ船上の生中継でスタート。松本は乗り物酔いのため「吐きそう」「なんでこんな船の上からするの」と何度も嘆いていた。
FNSの日カーニバル開会式
7月26日の『THE WEEK』枠で生放送。司会は田代まさしと小島奈津子（当時フジテレビアナウンサー）、ゲストに猿岩石とつぶやきシロー。「THE WEEK」のネット局の女性アナウンサーも出演した。内容は今回の見どころと「全国フリースロートーナメント」のフジテレビ代表メンバー決定戦を放送。この年に開局したさくらんぼテレビの丹舞子アナウンサーが大会の開会宣言を担当した。
台風関連
19時台と21時台に台風情報を放送。オープニング後に中継する予定だったナゴヤドームでの中日 - 巨人戦が台風のため中止となり（ナゴヤドームでプロ野球の試合が中止されたのはこの時が初めて）、急遽ヤクルトの野村克也監督、古田敦也、ドゥエイン・ホージー両選手（いずれも当時）を招いて、オールスター戦のダイジェストとヤクルト選手などの名珍場面を放送した（神宮球場のヤクルト戦も中止となり、フジテレビ側はヤクルトの選手や野村監督と出演交渉を行って、承諾を得た）。また、ゲーム企画「お台場GAME BATTLE」のみ出演の予定だった「ビーチボーイズ」の俳優陣（反町隆史・竹野内豊・広末涼子・稲森いずみ・マイク眞木）が中継にも登場した。後の「お台場GAME BATTLE」も当初は屋外の特設会場に1万人の観客を招いて開催が予定されていたが、公開放送を中止。さらに特設会場で使われる機器が故障したため、出演者が仮設テントのなかで「ぷよぷよ」対決を行った。20時台にはダウンタウンが仮設会場から西川貴教とトークを、「 - GAME BATTLE」後の『LOVE LOVE あいしてる』のスタジオとはクロストークを行った。プロ野球全体も台風の影響で福岡ドーム（当時）の1試合しか開催されなかったことから『プロ野球ニュース』の内容を変更、前年に引き続き「居酒屋あぶさん」から中継で「緊急討論・巨人は優勝できるか?」を放送した。
深夜帯
『LOVE LOVE あいしてる』スペシャル内では、翌年の総合司会を務める中居正広がKinKi Kidsに電話をかけた。
深夜企画ではお色気企画が復活。ブレイク以前のココリコ、雨上がり決死隊、ネプチューン、オセロやチュパチャップスなども出演していた（ココリコはこの年以降2008年まで「27時間テレビ」に12年連続して出演した）。
途中、松本は船上からの番組開始だったことと『ダウンタウンのごっつええ感じ』での不手際などの理由から理不尽に女性タレントとナインティナインに八つ当たりしていた。
浜田が志村けんと大箱根カントリークラブにて早朝ゴルフ対決を行った。
お台場特設会場（観衆1万人）
夜が明けると、前日のオープニングとは打って変わって晴天に恵まれた。
前年に引き続いて「全国フリースロー選手権大会」を開催。決勝はお台場の特設会場。優勝は福島テレビで、最終戦のドリームマッチでもデニス・ロッドマンに勝利した。
番組の随所では、『HEY!HEY!HEY!』に縁があるアーティストがフジテレビの特設野外ステージでスペシャルライブを行った。日曜朝にMAX、T.M.Revolution、SPEED、日曜昼にEvery Little Thing、GLAY、日曜昼にPUFFY、日曜夕方に華原朋美、日曜夜にトリとして西城秀樹が出演した。
「大決戦!日本列島エエヒト怪獣ツルベVSワガママ怪獣ヒトシ」では、互いに同姓同名の素人（中継で登場）と組んで対決。コーナー中には松本が鶴瓶の尻に火をつける一幕もあった。
「さんまのスポーツするぞ!」では、さんまチーム（さんま・今田・東野・ナイナイ）がロッドマンとフリースロー対決を行った。岡村と東野がゴールを決め、2対1でさんまチームが勝利。松本vsロッドマンのビリヤード対決終了後、ダウンタウンとさんまの共演もあった。
「お台場朝から大変だ!!めざましテレビ 達人SP」では1994年の開始から3年半の間に登場した達人たちがお台場に集結。武道家の玉城厚志が「1分間の瓦早割り」に挑戦、それまでの世界記録の191枚を89枚更新する280枚の世界新記録を樹立した。静岡、大阪、愛知、岩手、福島の5ヶ所からも達人が登場した。
夕方は川端健嗣アナウンサー・篠原ともえ司会の『ザ・ヒューマンスペシャル』を放送。
ちびまる子ちゃんには、司会のダウンタウンがゲスト出演。ナイナイも5秒ではあったが出演した。
FNS局対抗戦（第2回全国フリースロー選手権大会）
今回は1回戦の試合数が前回の9試合から11試合に増え、大会的に有利とされる（2回戦から登場の）シード枠が前回の7チームから5チームに減るなど、トーナメントに変更点があった。
フジテレビが1回戦で前回優勝の鹿児島テレビを、続く2回戦で前回準優勝の長野放送を立て続けで破った（前回のファイナリストが連続して敗れる波乱があった）。
決勝戦はテレビ長崎と福島テレビの対戦。1万人の観客が見守る中で行われ、福島テレビが初めて優勝した（入賞は1989年のさんま賞を獲得して以来2度目）。ドリームマッチのデニス・ロッドマンとの対決にも勝利し、完全優勝を果たした。今大会を大いに盛り上げ、笑いも誘った愛媛代表が2回戦で（優勝した福島テレビに）敗れたため、以降は「笑いなしの真剣勝負」の形となった。
グランドフィナーレ
漁船が続々と到着。放送エリアで唯一海のない長野県からは笹船が乗ったトラックが到着した（他の内陸県は広域局エリアに属するか、フジテレビ系列局がない県だった）。
PUFFYが「渚にまつわるエトセトラ」を、西城秀樹が「YOUNG MAN (Y.M.C.A.)」を披露した。
提供クレジットを読み上げた新人アナウンサーは宇田麻衣子、春日由実、桜井堅一朗、深澤里奈の4人。
今回の27時間テレビの瞬間最高視聴率は東野幸治と篠原ともえが担当したコーナー「プリプリプリティ」で22.1%だった。このことで、翌年の27時間テレビに東野が登場した際には、壁に「ウェルカム最高視聴率男」と貼り紙がされていた。

## 第12回 - 第14回（1998年 - 2000年）『FNS1億2700万人の27時間テレビ 夢列島 』
当時SMAPの中居正広を総合司会に据え、第12回は『中居正広のボクらはみんな生きている』を、第13回・第14回は『サタ☆スマ』をベースに放送された。進行役はフジテレビの西山喜久恵アナウンサー。
この3回は、総合プロデューサー荒井昭博、総合演出坪田譲治、構成鈴木おさむの3氏が製作を指揮していた。また、「笑っていいとも!増刊号」が2部構成で放送された。

### 第12回（1998年）『'98FNS1億2700万人の27時間テレビ 夢列島 〜てれずにいいこと・てれずに楽しく〜』
1998年7月18日18:00 - 19日20:54
- 総合司会 : 中居正広（当時・SMAP）
- 番組テーマの「てれずに〜」は“照れず”にと“テレビ”をかけている。
- 「ドミノを27時間以内に立てられるか」という企画が始まり、翌年から北広島市で連続して行われた（北海道文化放送が中継）。“倒れない車ドミノ”は特徴的。
- 恒例のスポーツ中継はナゴヤドームから「K-1 DREAM '98～空手VSキック・7対7 全面対抗戦～」を中継した。なお、スポーツ中継はこの年が最後となった。
- 「生LOVE LOVE あいしてる」では『The Night before your Birthday』を披露した。
- 深夜には「流出!裏めちゃイケ てれずにええこと」として『殿様のフェロモン』の名物コーナー「ハケ水車」が5年ぶりに復活した。
- 深夜の「プロ野球ニュース」では、中居と爆笑問題が出演した。
- 夕方の「FNNスーパーニュース」では、向坂樹興、中居と当時東海テレビアナウンサーの石田直佳が出演した。
- この年のFNS系列・恒例の局対抗企画はFNS空き缶アートフェスティバルに使った空き缶の総数を競った。結果、テレビ愛媛が四国勢で初優勝を果たした。なお、仙台放送は時間内に作品が完成しなかったため大会史上初の失格となったなお、当該の企画で使用された空き缶総数は63万6547個（目標は50万個だった）にも及び、放送終了後には全ての空き缶がリサイクルに回された。この事に総合司会の中居がことわざの「塵も積もれば山となる」を使って感謝の気持ちを伝えた。
- ドミノ企画の開始前には、総合司会の中居正広／西山喜久恵ペアとマイク・ベルナルド／木佐彩子ペアがスペシャルトーク対決を展開した。
- 提供クレジットを読み上げた新人アナウンサーは西岡孝洋、荒瀬詩織、八馬淳也、島田彩夏の4人。
- テーマソングはSMAPの「たいせつ」。

### 第13回（1999年）『'99FNS1億2700万人の27時間テレビ 夢列島 〜てれずに楽しく・てれずに愛して〜』
1999年7月17日18:00 - 18日21:24
- 総合司会 : 中居正広（当時・SMAP）
- 18:00放送開始。1992年から行われていたスポーツ中継が廃止された。
- ドミノ倒し　タモリがドミノ監督

中村玉緒が福岡・太宰府天満宮から「成功祈願ドミノ」（実況・川崎聡アナウンサー）。
前回（1998年）夢ドミノで失敗をした岡山と北海道は、今回は明暗がわかれた。岡山は前回止まってしまった石ドミノの下にベニヤ板を乗せて対策を取りリベンジ成功。同局はドミノマッチに敗れたため、罰として人間ドミノの10体も投入していた。一方、北海道は車ドミノがまたしても上手く倒れずに失敗。だがトラックドミノ3台を倒すことには成功した。
鹿児島テレビのドミノ倒しには豪華なドミノが登場。鹿児島県北部の住友金属鉱山菱刈鉱山の協力で1つ10kgの金塊（1000万円相当）を20本（合計200kg）を使用。総額は2億円にも上り、現地リポーターの角盈男を驚かせたが、全てレプリカだったことが明かされる。角は「えー!そんなの聞いてない」と絶叫していた。
仙台放送のドミノ倒しは成功尽くしとなった。岡山放送との一騎討ちとなったドミノマッチの「ドミノ100m走」を勝利。大本番のドミノでも垂直落下ドミノが見事に決まるなど、前年石川が獲得したドミノMVPをこの年は仙台が獲得した。
しかし、スタート直後にフジテレビV4スタジオから鹿児島テレビの会場へFAXが送信できないハプニングが起こり、スタッフが慌てて紙を入れ直したり、V4スタジオの映像が映っている状態でドミノがスタートしてしまうなどトラブルも多々あった。
- 深夜のコーナー「よる☆スマ」では、キャイ〜ン・ココリコ・極楽とんぼが「ヤング代表」として、ガッツ石松・鈴木史朗・大竹まこと・石田純一の4人が「アダルト代表」として参加した。
- 「サタ☆スマ」の香取慎吾プレゼン企画。香取と全国の子供たちの手作りコーナー「うたまるまるだいなくしょう」を放送。
- 「ビストロSMAP」のコーナーには野猿がゲスト出演した。この時、とんねるずが初めて27時間テレビに出演したとして話題になった。
- この年のFNS系列・恒例の局対抗企画は「スーパーバスケ」を開催。結果、サガテレビが1995年のFNS25局総合優勝局決定戦以来の4年ぶり2回目の優勝を果たした。なお、2回戦では北海道文化放送と激闘を演じた。その北海道文化放送は、早朝の「女子アナスペシャル」で竹中美彩アナウンサーが優勝している。
- 提供クレジットを読み上げた新人アナウンサーは内田恭子、長谷川豊、大橋マキの3人。

### 第14回（2000年）『2000FNS1億2700万人の27時間テレビ 夢列島 〜家族 愛 Love You〜』
2000年7月8日18:00 - 翌日9日20:54
- 総合司会 : 中居正広（当時・SMAP）
- 例年7月第3土曜・日曜[1]に放送していたが、7月第3日曜にあたる7月16日が「東洋水産レディス北海道」の最終日にあたるため、例年より1週早めての放送となり、第2土曜・日曜の放送は1996年以来4年ぶりとなる。[2]
- 三宅島の火山活動が6月末から活発化し、放送中に何度も地震速報のテロップが表示された。午前3時57分に三宅島でM6.0の地震が発生、新島村で震度6弱の地震が観測され、番組を中断して地震の情報を伝えた。
- 『サタ☆スマ』のコーナーをもとにした「中居の27時間赤ちゃん預かります!」が通し企画。各コーナーに赤ちゃんが登場した。
- 『SMAP×SMAP』の企画、スーパーバスケで各局が対戦、前年に引き続きサガテレビチームが優勝した。
- 『中居正広のボク生き』の企画、「境界線クイズ」をFNS各系列から選抜された12局で競う「ボク生き大家族対抗境界線特大号」を開催。試合は二者択一の問題を3問出題して3問終了時点での残り人数で勝敗を決するルールを採用、鹿児島テレビと山陰中央テレビが同点となり、ジャンケンによるプレーオフで鹿児島が優勝した。
- 勝俣州和・キャイ〜ン・ココリコと大橋マキ・佐野瑞樹の7人が「お台場ドリームチーム」としてスーパーバスケに挑戦。生放送中には成功しなかったが、後日「100%キャイ〜ン!」の中で再挑戦して成功している。
- 「さんま・中居の今夜は眠れない（さんま・中居の今夜も眠れない）」がこの年初めて行われ、以降2016年まで27時間テレビ恒例企画となった。
- 深夜コーナー「草彅・キャイ～ン・ココリコの女子アナといろいろやってみるぞスペシャル!」の「ココリコ投稿番長スペシャル」でココリコが草彅剛、キャイ〜ンらと共にネタを制作、FNS各局の女子アナがジャッジした。
- 日曜夕方には『FNNスーパーニュース』を放送。
- 提供クレジットを読み上げた新人アナウンサーは梅津弥英子、千野志麻、政井マヤの3人。政井が新人アナとしては初めてスポンサー名を読み間違えてしまい、全て読み終えたあとに訂正するという一幕があった[3]。この年に定年退職となる露木茂は、立会が最後となった。
- ドミノ倒しの企画で、2年連続失敗に終わっている北海道の車ドミノは今年も10台目で止まってしまった。この年のドミノMVPは長野放送のファミリードミノとなった。
- この年のFNS系列・恒例の局対抗企画は7人兄弟スーパーバスケを開催。サガテレビが前回に引き続き優勝、1993 - 1994年の秋田テレビ以来史上2局目の大会連覇となる2年連続3度目の全国優勝となった。なお、前年熱戦を繰り広げた北海道文化放送とは決勝で再戦を演じた。
- 放送時間残り6分で、木村拓哉の提案により出演者全員による即興で「夜空ノムコウ」を歌唱した。

## 第15回（2001年）『FNS ALLSTARS 27時間 笑いの夢列島』
- 進行役 : 西山喜久恵、木佐彩子、小島奈津子
- タイトルは当時放送されていたバラエティ番組「プレゼンタイガー」で2つの候補から選ばれたもの。もう1つのタイトル候補は「FNS1億2700万人のファイナルアンサー笑う27時間TV」（当時のフジテレビの人気番組をタイトルに散りばめるというプレゼン）だった。
- 総合司会は置かず、コーナーごとにメインMCをバトンタッチしながら進行する形をとった。また、番組全体の進行役としてアナウンサー3人（西山・木佐・小島）を起用した。
- 2年前（1999年）、野猿のメンバーとして初めて「FNSの日」に出演したとんねるずが、この回初めてコンビ名義で「FNSの日」に出演した。
- この回のテーマ曲はサザンオールスターズの「希望の轍」（番組テーマが「希望」であることから）。
- 福岡ドーム（当時）からの中継で、同年のオールスターゲーム両軍の監督である長嶋茂雄と王貞治が握手をして開会宣言を行った。しかし、選手インタビュー中に堀内健が周囲を凍りつかせるようなギャグを言い放ったことで日本プロ野球選手会（当時の選手会長はフジテレビと系列的に繋がりのあるヤクルトスワローズに所属していた古田敦也）の怒りを買い、それを受けた日本プロ野球機構から「今後フジテレビでのオールスターゲームの中継から手を引く」と通告されるに至る事態を招くこととなった（その後、2004年に中継を再開）[4]。
- 平成教育テレビのBIG3のコーナーで行われた、車庫入れシリーズが復活。名倉潤の愛車であるシボレーが破壊されるひと幕があった。当該コーナーの進行役は今田耕司、ほんこん、村上ショージの3人。ビビる大木がハンドルを握り、花壇に乗り上げながら登場、ブロック塀にぶつけてしまう。CM後には車につけられた風船をトスバッティングで割る企画に発展。途中からは軟球を硬球に変更されて、最後には砲丸投げ選手に扮した山口智充が登場して窓ガラスを割った。車庫入れシリーズ史上最も破壊されたが、壊された車の会社側が「宣伝になる」として無料で修理を行った。
- 『クイズ$ミリオネア』が初の生放送スペシャルで行われた。当初、遠藤章造（ココリコ）の応援に来ていた明石家さんまが突然クイズに挑戦。ライフラインでテレフォンを選択した際には、前妻の大竹しのぶに生電話を行った。この時から並べ替え早押しクイズなしの「エキシビション・マッチ」が登場した。

| ピリオド | 挑戦者                 | 結果  | 賞金   | 備考                           |
| -------- | ---------------------- | ----- | ------ | ------------------------------ |
| 1        | 遠藤章造               | Q09NG | 10万円 | テレフォンブレーン・横山三兄弟 |
| 2        | 明石家さんま           | Q10NG | 10万円 | テレフォンブレーン・大竹しのぶ |
| 3        | ユースケ・サンタマリア | Q10NG | 10万円 | 7月26日に結果が放映            |

いずれも9 - 10問目で不正解となり終了。5問目を正解したことでその時点での保証分、10万円の獲得となり「とっても安上がり（な賞金放出）」で終了した。
- 深夜枠では『めちゃ2イケてるッ!』のコーナー「七人のしりとり侍」をモチーフにした「27時間の裏めちゃイケ侍」のコーナーを行った。しかし、「 - しりとり侍」が放送倫理・番組向上機構(BPO)で問題となりコーナーが終了した経緯もあり、内容はフェイクで実際にはお色気企画が行われた（また、この時に深夜番組『殿様のフェロモン』の企画「ハケ水車」が復活した）。
- この回は内村光良が扮する『笑う犬』シリーズに登場するキャラクター「大嵐浩太郎」によるドミノ倒し企画が行われていたが、放送中の20時30分頃に発生した明石花火大会歩道橋事故に配慮して中止となった（関西テレビでは深夜に放送中断して臨時ニュースを放送した）。
- 『とんねるずのハンマープライス』が一夜限りの生放送で復活。木梨が所有するトヨタ・ランドクルーザーシグナスを西山アナが乗り回した。
- この年のFNS局対抗企画は「FNS最強キャラクター大相撲」。FNS各局のキャラクター（の着ぐるみ）が相撲を取り、優勝局を決めた。当時はFNS27局すべてにキャラクターが設定されていたわけではないため、福島テレビのように急遽キャラクターを作って参加した局や、石川テレビのように自局の番組キャラクター[注釈 7]を参加させた局もあった。優勝したのはテレビ愛媛のビビットくん。3連覇を目指したサガテレビは優勝を逃した。
- 提供クレジットを読み上げた新人アナウンサーは岡田浩揮、森下知哉、渡辺和洋、高島彩、福元英恵、森本さやかの6人。今回はとんねるずが立会人を担当した（入社20年以上の同局アナウンサーが立会人を務めることが多いが、この年は唯一芸能人が担当した）。
- 1997年以来4年ぶりに水口昌彦が「FNSの日」の総合プロデューサーを務めたが、前述のトラブルや4年前の視聴率を下回ったこと、さらには翌年の「新春かくし芸大会」で最低視聴率を更新したことで、翌月に編成に異動となった。
- この年から製作総指揮が6月の株主総会で社長に就任した村上光一に交代、会長の日枝は制作代表に復帰した。また、この年のみ制作著作が「フジネットワーク」ではなく「フジテレビ」となった。

## 第16回・第17回（2002年・2003年）『FNS27時間テレビ みんなのうた』
総合司会にみのもんたを据え、これまでとは一線を画した感動企画をメインとした。テーマ曲は「あの素晴しい愛をもう一度」。この2年間は番組内で『笑っていいとも!増刊号』が放送されなかった（当時、みのが司会を務めていた『午後は○○おもいッきりテレビ』の裏番組が『笑っていいとも!』にあたる）。

### 第16回（2002年）『FNS27時間テレビ みんなのうた 〜あの素晴らしい日本をもう一度〜』
- 総合司会 : みのもんた
- 進行 : 西山喜久恵、内田恭子
- この年から「FNS27時間テレビ」の冠が番組名につくようになる。
- サブタイトルは「あの素晴らしい日本をもう一度」。テーマ曲「あの素晴しい愛をもう一度」になぞらえて「もう一度プロジェクト」などの通し企画があった。
- 同年1月の段階でサンケイスポーツ内で主な企画が発表された。その直後から「みんなでハモネプ」（「力の限りゴーゴゴー!!」のコーナー「ハモネプ」の27時間テレビ版）の出場者募集、及び予選会を「めざましテレビ」内で放送、各局の代表を決定した。優勝は新潟総合テレビの音楽一家の日下ファミリーであった（新潟総合テレビは1989年に行われたFNS各局対抗企画の初代優勝局で、優勝はこれが2度目）。
- この年からテレビ大分がネット開始。クロスネット（FNN／NNN）の関係で中断を繰り返し、フィナーレは深夜（月曜未明）に録画放送された。

オープニング
画面の左上に「July6&7 J.T.O/Japan Tokyo Odaiba 27Hour-TV START!」と書かれていた。ハモネプ全国大会の決勝戦が7月7日だった事から「七夕ファイナル」と銘打たれた。

#### 「あの素晴らしい日本をもう一度」プロジェクト
「あの素晴らしい日本をもう一度」プロジェクトと題して、27時間内で物を作ったりや各地を清掃する企画が北海道富良野市から宮崎県西都市まで全国11ヶ所で展開された。
★印が付いている局では、さだまさしとくずがライブを行った（後述）。
- テレビ長崎「あの平和な世界をもう一度」（オープニングライブとして★）
  - 全長20メートルの特製鐘楼船と世界190カ国の平和を願って190個以上の灯篭を作り、改めて「世界平和」をこの原爆被災地の長崎から日本全国の皆さんに問いかける、という企画。大村市と長崎市から中継。進行役は山本耕一アナウンサー。
- テレビ宮崎「素晴らしい歴史遺産をもう一度」 
  - 地元の古墳周辺が草だらけになってしまったので、草を刈って遠いご先祖様に喜んで貰おうという主旨に。西都市の西都原古墳群から中継、進行役は高橋巨典アナウンサー。地元出身の0930がサポーターを務めた。
- テレビ新広島「子供達が集まる学校をもう一度」★ 
  - 全校児童がたった2人の小学校にジャングルを作る。三良坂町（現在の三次市）から中継、進行は石井百恵アナウンサー。
- 岡山放送「あの素晴らしい伝統をもう一度」★ 
  - 香川の名物讃岐うどんをこの年の西暦に因んで2002杯再現させる。香川県善通寺市から中継、進行役は上岡元アナウンサー。
- 関西テレビ「あの美しい川をもう一度」（東海との二元中継で大阪空港から★) 
  - 「道頓堀川を27時間でどの位、綺麗にするか?」の挑戦。ペットボトルで作ったイカダなども登場した。また、1985年の阪神タイガース優勝時に投げ込まれたカーネル・サンダース像の救出作戦も行われた。大阪市中央区の道頓堀から中継された。進行役は桑原征平アナウンサー。
- 福井テレビ「あの素晴らしい森をもう一度」 
  - ダストポットを230個作って県内の小学校に送るプロジェクト。そして230個で「ある一文字」を作った。和泉村からの中継、進行役は桑原達秋アナウンサー（上記の関西テレビの桑原アナの息子が登場し親子共演が実現した）。清水国明がプロジェクトのリーダー役で登場した。
- 東海テレビ「あの素晴らしい故郷をもう一度」（関西からの二元中継★）
  - 2001年に廃線になった名鉄谷汲線谷汲駅の駅舎を掃除したり飾り付けをして現役当時の電車を迎える。谷汲村（たにぐみむら）（現揖斐川町）から中継。進行役は庄野俊哉アナウンサー。主役となる赤い電車（名鉄モ750形）の重量を庄野がオープニングで25tと言い間違い、翌朝の大本番前に地元の人から35tと訂正される場面があった。この放送以後、モ750形は展示車両として現在でも谷汲駅に停車している。
- 石川テレビ「美しい物を作りたい/芸術の心をもう一度」 
  - 金沢城を舞台に繰り広げる芸術の祭典。石川県金沢市の金沢城公園から中継。進行役は小谷あゆみアナウンサー。
- フジテレビ「あの綺麗な海岸をもう一度」
  - 葉山、逗子、七里ヶ浜、江の島、鵠沼、辻堂、茅ヶ崎、大磯の8ヶ所で「湘南海岸クリーン大作戦」を展開。逗子では同時進行でシーグラスアートを作った。進行役は島田彩夏アナウンサーと奥寺健アナウンサー。スペシャルゲストに加山雄三・佐藤藍子・TUBEを迎えた。
  - 一部海岸ではクリーン大作戦を行う前にきれいになっていた。これは2ちゃんねるでの呼びかけで集まった有志による清掃活動の結果であるものだが、レポーターは確認を取らずに「ライフセーバーによる活動」と誤った情報を伝えた（2ちゃんねるの歴史#2002年も参照）。
- 仙台放送「あの活気ある街をもう一度」★
  - 100台の自転車を漕いで人力でバッテリーに蓄電。どれだけのバッテリーが蓄積するのか、更にフィナーレにそれをイルミネーションとして一気に放出するという挑戦だった。宮城県仙台市の繁華街から中継、進行役は柳沢剛アナウンサー。
- 北海道文化放送「あの感動をもう一度」（ラストライブとして★）
  - 22年間に渡って放送したドラマの『北の国から』が同年9月放送の「北の国から 2002遺言」でラストを迎えるのを前に、ドラマの舞台となった五郎の石の家周辺を草取りするという内容だった。富良野市から中継。進行役は加藤寛アナウンサー。このプロジェクトは、『とくダネ!』スペシャルでも放送された。

#### その他の主な企画
- 「全国縦断27時間テレビ ドリームさだまさし夢ライブ2002」
  - さだまさしらが、さだの故郷・長崎をスタートし、広島（後述のクイズ$ミリオネアSPの途中に中継）→香川→岐阜&大阪（さだらは台風のため岐阜にヘリが飛べず大阪国際空港止まり）→宮城→北海道・富良野&旭川空港（さだとくずの3人は雨天のため富良野にヘリが飛べず旭川空港止まり）→東京（さだのコンサート会場）→東京（くずのスタジオ）の順に、ライブを行った。宮城では山口の相方（平畑）が・北海道では宮迫の相方（蛍原）がそれぞれ応援にまわった。長崎から広島へ移動する時に長崎空港でヘリコプターに搭乗する予定だったが台風並みに風が強まりヘリコプターでの移動が不可能となり、急遽、通常報道専用で強風の影響を受けにくい高度で飛行可能なフジサンケイグループ所有の小型ジェット機「オーロラ」を羽田空港から派遣（報道用なので24時間体勢で待機している）、同機で広島に向かった。（これ以降ヘリでの移動が危険なため、長距離移動には同機を使用した）。
- 浜崎あゆみがライブ会場の福岡・海の中道海浜公園から生出演した。
- スペシャル・ドラマは「東京物語」。出演は宇津井健、八千草薫、松たか子の3人。
- 前年の「クイズ$ミリオネア」に引き続き、この年の「さんま・中居の今夜も眠れない」でも明石家さんまが大竹しのぶに生電話（中居正広が「大竹しのぶにプロポーズする」と書いた為）。また「 - ミリオネア」の延長で、このコーナーの時間が縮小されるはずだったが逆に延長してしまい、F1予選の中継に間に合わせるため、その後に放送された「真夏の爆笑ヒットパレード」が大幅に短縮された。
- この年から土曜夜・日曜朝・昼・夕方に定時ニュースが入るようになった。なおこの回以降一部の年を除き日曜朝のニュースは『めざましテレビスペシャル』で伝える場合がある（報道センターから『日曜の朝のニュース』に近い形で伝える場合もあった）。
- 平日朝の帯番組『めざましテレビ』『とくダネ!』を日曜日に放送。「めざまし調査隊スペシャル」（日曜11時頃に放送）の中では、爆笑問題が、「真夏の爆笑ヒットパレード」の時間を大幅に減らした元凶である明石家さんまを捕まえて激怒。その後、みのもんたや久本雅美さらには八木亜希子も入り乱れて大乱闘に発展した。
- 中居とみのが「珍プレー」のナレーションに生放送で挑戦した。特に中居が挑戦したのは本家・みのも難しいと認定するじっくり映像だったが中居はその映像を読み切り、みのから太鼓判を押された。本家のみのも生ナレーション挑戦している。
- 笑福亭鶴瓶とココリコが山形県の飛島に向かい「放送時間内に何人の島民の夢を叶えられるか」という企画に挑戦した。ところが深夜の「さんま・中居の今夜も眠れない」で入った飛島からの中継では、酒を飲んだ末に泥酔していた鶴瓶がパンツ一枚で尻を丸出しにして寝ている様子が放送された。さらには起き上がると「さんまの若手時代の駆け落ち話」を脈絡なく話し始めるなど、奔放な様子であった。
- 2002年F1世界選手権第10戦イギリスGP予選を中継。
- 競馬中継はマーメイドステークスを石巻ゆうすけの実況で生中継。その後、マーメイドステークス発走直前に行われた七夕賞を高橋雄一の実況で録画放送。
- ハモネプ全国大会の決勝戦で優勝する局をみのもんたが身近の人に予想したが内田・西山・原田・名倉の4人は声を揃えて「決められない」の一言。伊藤アナに至ってはアナウンサーとして大先輩であるみのに「何でそんな意地悪な質問するの?」と言い放った。
- 前年度と同じく『笑う犬』シリーズより、堀内健演じる「お兄やん」が日本全国ホリケンサイズを行った。
- 提供クレジットを読み上げた新人アナウンサーは中野美奈子、渡邉卓哉、中村仁美の3人。須田哲夫アナウンサーが新人アナを紹介した。

### 第17回（2003年）『FNS27時間テレビ みんなのうた』
- 総合司会 : みのもんた
- 進行 : 西山喜久恵・高島彩
- 番組パーソナリティ : モーニング娘。
  - この年は1996年の『夢リンピック』以来7年ぶりに番組パーソナリティを導入、モーニング娘。が担当した。

放送日
2003年6月28日 - 6月29日
例年は7月の放送だが、第17回は初めて6月に放送した。
テーマ
前年の「みんなのうた」に「再会」というテーマを加え、前年にも増して感動企画が多数を占めた。視聴率10.3%。「お笑い」コーナーであった「さんま・中居の今夜も眠れない」の視聴率が深夜帯にも関わらず高かった。放送日が「宝塚記念」と重なった為、翌年からは7月放送に戻し内容もバラエティ中心になった。
全国各地で再会企画を放送した。テレビ新広島・東海テレビ・富山テレビの再会企画と、テレビ西日本と新潟総合テレビが2局合同で行った再会企画が放送された。
主なコーナーの概要
- 「桑田佳祐の音楽寅さん 〜MUSIC TIGER〜 サザンオールスターズスペシャル」を放送。鎌倉市建長寺からのライブを放送した。
- この年のFNS局対抗企画は女子アナ家族歌合戦を開催。優勝はテレビ新広島。
- 鶴瓶の離島企画
  - 鶴瓶とココリコが離島に上陸し島民が会いたい人との再会を実現させる企画で、この年は長崎県の松浦市にある飛島へ向かった。鶴瓶は前年の失態を受けて「今年は酒を飲みません」と宣言。しかし、それにも関わらず、鶴瓶は中継中に何度も酒を飲んで泥酔。深夜、裸で寝ていた鶴瓶が起き抜けに局部を露出してしまい、中居や高島アナが謝罪した。この失態は、放送翌日の東京スポーツに記事が掲載されるほどの騒ぎとなり、BPOにも多数の苦情が寄せられた[5]。
  - フジテレビも鶴瓶に事情を聴いたが、局部の露出について「（その瞬間は）覚えていない」と答え、意図的なものではないとした。鶴瓶は後日、フジテレビの村上社長（当時）に謝罪している。
- 「ドーハの悲劇」から10年を記念し、ラモス瑠偉が当時のイラク代表選手3人と当時の日本代表選手6人の合計9人との再会でドリームチームを組み、一般公募のフットサルチームと試合をした。
- 第16回（前回）のエンディングで露呈した内田恭子アナの音痴を治す企画で、ビビる大木、米良美一が参加した。
- 提供クレジットを読み上げた新人アナウンサーは田中大貴、石本沙織、戸部洋子、長野翼の4人。

## 第18回（2004年）以降
詳細は以下を参照。
- 2004年
- 2005年
- 2006年
- 2007年
- 2008年
- 2009年
- 2010年
- 2011年
- 2012年
- 2013年
- 2014年
- 2015年
- 2016年
- 2017年
- 2018年
- 2019年
- 2023年
- 2024年

2020年から2022年までは新型コロナウイルスの感染拡大を受けて放送中止状態が続いていたが、2023年度に生放送形式で4年ぶりに再開。なお、放送中止となった2021年・2022年はFNSの日の代替番組として「FNS ラフ＆ミュージック 歌と笑いの祭典」を放送していた。

## 複数回行われた企画
笑っていいとも!増刊号生スペシャル（1998年 - 2001年）
通常編成時、「森田一義アワー 笑っていいとも!」のダイジェスト番組「笑っていいとも!増刊号」が放送されている時間帯に生放送された。
プロ野球ニューススペシャル（1997年 - 2000年）→すぽると!スペシャル（2001年 - 2003年）
多彩なアスリートゲストの出演や生中継などが行われた。
全国縦断27時間夢ドミノ（ドミノ倒し、1998年 - 2000年）
1998年の元旦に放送された「SMAP×SMAP '97→'98/カウントダウンスペシャル」で行ったフジテレビ内ドミノの全国版。北海道文化放送の車・トラックドミノは3年連続で失敗した。
さんま・中居の今夜も眠れない（2000年 - 2016年）
当該項目を参照。
裏めちゃイケ（1998年、2001年）
めちゃ×2イケてるッ!の深夜版生放送。いわゆる「お色気企画」で、殿様のフェロモンのコーナーなどが再現された。
BISTRO SMAP SPECIAL（1998年 - 2000年）
SMAP×SMAPの1コーナー「BISTRO SMAP」の生放送版。
ボク生きスペシャル（1998年 - 2000年）
「中居正広のボクらはみんな生きている」の生放送版。
SATURDAY NIGHT LIVE×LIVE（1999年、2000年、2002年）
アーティストを迎えての音楽コーナー。なお2011年にレギュラー放送された『サタデー・ナイト・ライブ JPN』とは無関係。
真夏の爆笑ヒットパレード（2001年 - 2003年）
お笑い芸人によるネタ披露コーナー。

## スペシャルドラマ
- 1999年「めぐりあい」
  - 出演：菅野美穂（主演）、小林稔侍、高橋惠子、窪塚洋介、鈴木一真、床嶋佳子、小野武彦、中居正広（友情出演）
  - 脚本：橋田壽賀子、演出：藤田明二

- 2000年「父さん」
  - 主演：萩原健一（主演）、櫻井翔、井上真央、高橋惠子、根岸季衣、佐藤B作、香取慎吾（特別出演）、鶴田忍、鮎川なおみ、山田玲奈、森雄介、中丸雄一、石井愃一、円谷文彦、鶴田東、掛田誠
  - 脚本：橋田壽賀子、演出：木下高男、制作協力：共同テレビジョン

- 2002年「東京物語」
  - 出演：宇津井健（主演）、八千草薫、松たか子

- 2003年「海のオルゴール」
  - 出演：松雪泰子（主演）、池内博之、石坂浩二、仲村トオル、宇津井健（特別出演）、八千草薫（語り兼用）、木村多江（特別出演）、葛山信吾、長山藍子（特別出演）、大杉漣、森口瑤子、田畑智子、新山千春、岩崎ひろみ、ガッツ石松、田窪一世、梅宮万紗子、真実一路、岡あゆみ、岡田秀樹、春延朋也、山崎直樹、安田暁、竹内義人、佐藤めぐみ、小室優太、星ひなの、ナレーション：大塚範一
  - 原作：竹内てるよ「海のオルゴール〜子に捧げる愛と詩〜」、脚本：水橋文美江、演出：宮本理江子

## スポーツ中継
- プロ野球
- K-1
- F1
- 競馬

## スタッフ
[FNSの日 制作実行委員会]
- - 1998年：久保田榮一、井上信悟、佐藤義和、熊田共一、大多亮、和田行、鈴木吉弘、石井浩二、山口真、垣田正樹、前田和也
  - 2002年・2003年：高山知己、太田英昭、亀山千広、大多亮、遠藤龍之介
  - 2003年：岡部要一
  - 制作指揮：井上信悟（1999年〜2001年）、佐藤義和（1999年）
  - 総括ゼネラルプロデューサー：王東順、佐藤義和（2000年）
  - スーパーバイザー：王東順、佐藤義和（2001年）
  - 役員待遇エグゼクティブプロデューサー：石田弘（2001年）
  - 事業部︰櫻井郁子（1998年）
  - 社会情報部：井上糸（1998年）
  - 営業推進部：
    - 1998年：瀬古宝子、北島剛史
    - 1999年：堀信之、須垣有司、樋口薫子、河野真美
    - 2000年：小林彰義、土井強、友岡新

  - ネットワーク部：
    - 1998年・1999年：石井亜実
    - 1999年：中部由次、池田愛、北口富紀子
    - 2000年：赤澤幸弘、崎山純一、加藤道明、渋谷謙太郎、池田愛、濱田俊也
    - 2002年：岡部要一、濱田俊也
    - 2003年：山田貴之、濱田俊也、中谷花子

  - 番組推進部：崎山純一（1998年）、清水美奈子（1999年）
  - 生活情報局：
    - 2002年：山本純、野田崇、西崎束
    - 2003年：山本潤、西崎束

  - 制作センター：港浩一、永山耕三、小林義和（2002年・2003年）　
  - 編成
    - 2002年：高橋松徳、上野陽一、熊谷剛
    - 2003年：上野陽一、熊谷剛、中野利幸

  - 広報部：
    - 1998年：名須川京子、稲葉匡信
    - 1999年・2000年：大貫伊都子、出澤真理子
    - 2002年：川口誠、中島良明、清野真紀
    - 2003年：小出和人、正岡高子

  - 広告宣伝部：
    - 1998年・1999年：金田義治、大坪妙子
    - 1998年：金子洋子
    - 1999年：稲葉恵子
    - 2000年：稲葉恵子、吉田和江
    - 2002年・2003年：矢崎かおり、松本洋子

  - FNS推進部：大川和彦、中部由次、山下愛（1998年）
  - 施設管理部：池田裕子（1998年）、荒木勲（1999年）、鈴木文太郎（2000年）
  - 施設運営部：佐藤連子（1998年〜2000年）
  - 警備：井上明裕（1998年〜2000年）、金子正明（1999年）、林田正（2000年）
  - 視聴者センター：千木良章（1998年）
  - フジテレビクラブ事務局：花岡ちはる（1998年）
  - 設備運用：岡本義樹（1999年）
  - 総務部：松宮敏史（1999年）、水野綾子（2000年）
  - 設備：椎名秀光（2000年）
- 構成：
  - 1997年：高平哲郎/高須光聖、玉井貴代志、伊藤正宏、大田一水、高瀬真尚、倉本美津留、小笠原英樹、近沢宏和、宇野宇、中村健太郎、見崎新吾
  - 1998年：鶴間政行、鈴木おさむ・澤井康成、山田順子、齋藤貴義、伊東雅司、安達元一、高須光聖、津曲ラッキー、山内浩嗣、伊藤正宏、鈴木工務店、渡辺・プロ、元祖爆笑王、堀田延、舘川範雄、松井洋介、田中直人、下尾雅美、村雲一元、永井準、板坂尚、渡辺真也、大岩賞介、詩村博史、倉本美津留、長谷川朝二、二見雅人・高平哲郎
  - 1999年：鶴間政行、鈴木おさむ・澤井康成、高須光聖、塩野智章、齋藤貴義、津曲裕之、草場滋、山内浩嗣、海老克哉・村雲一元、小山薫堂、大岩賞介、水野宗徳・詩村博史・渡辺真也、安達元一、上野耕平、松林健、永井準、舘川範雄、天野真一・高平哲郎
  - 2000年：鈴木おさむ
  - 2001年：高須光聖
  - 2002年：玉井貴代志
  - 2003年：安達元一
- 作家：
  - 2000年：天野慎也、安達元一、板坂尚、木村祐一、倉本美津留、齋藤貴義、佐藤修、真田ゑみ子、澤井康成、鈴木工務店、高須光聖、舘川範雄、津曲裕之、鶴間政行、中村周史、長谷川朝二、樋口卓治、福田雄一、水野宗徳、村雲一元、山内浩嗣、山崎康生、渡辺鐘
  - 2001年：板坂尚、伊藤正宏、内村宏幸、江間洸司、小笠原英樹、柏木克紀、川野孝弘、木村祐一、倉本美津留、榊暁彦、鮫肌文殊、鈴木おさむ、樋口卓治、福原フトシ、松井洋介、水野宗徳、宮沢律久、村雲一元、横山雄一郎、板尾創路、大野ケイスケ、乙川恒樹、川野将一、元祖爆笑王、北本かつら、小矢部マサシ、酒井健作、鈴木工務店、長谷川朝二、千原JR、野村正樹、山名宏和、渡辺鐘、渡辺・プロ、渡辺健久
  - 2002年：内村宏幸、オークラ、小縣芳仁、柏木克紀、川島浩司、川野孝弘、木村祐一、倉本美津留、榊暁彦、下尾雅美、鈴木おさむ、千崎淳、高橋修、高橋洋二、田中大祐、津曲ラッキー、とちぼり元、長島祐尚、長谷川朝二、福原フトシ、藤森琢子、松井洋介、溝部修、道蔦岳史、山内浩嗣、山口美穂、渡辺鐘、渡辺晋也、渡辺哲夫
  - 2003年：秋葉高彰、石田章洋、板坂尚、伊藤滋之、井上知幸、岩井田洋光、内村宏幸、海老根豊、遠藤敬、大井達朗、小野晋、小笠原英樹、小縣芳仁、オークラ、北本かつら、木村仁、下尾雅美、鈴木おさむ、千崎淳、高橋秀夫、田中大祐、たむらようこ、とちぼり元、長島裕尚、野口悠介、福田雄一、松井洋介、渡辺鐘、渡辺哲夫
- 監修：玉井貴代志（2001年〜2003年）
- アドバイザー：白岩久弥（2001年）

〈フジテレビ技術〉
- - TP：吉本治（1997年）
  - 技術プロデュース：吉本治、塩津英史（2002年・2003年）
  - TD：
    - 1997年：馬場直幸、堀田満之、金涌博行
    - 1998年：吉本治、金涌博行、入部紳一郎、塩津英史、大嶋隆、阿部臣範（東海テレビ）
    - 1999年・2000年：吉本治

  - SW：
    - 1998年：佐藤五十一、堀田満之、一ノ瀬一、馬場直幸、佐々木信一、石黒義満、菅野恒雄、大嶋徹、広瀬重雄、石田智男、古原廣行、山本和義、毛利敏彦、島本健司、高田治、藤本敏行、斉藤幸雄
    - 1999年：一ノ瀬一、堀田満之、勝村信之、馬場直幸、入部紳一郎、石黒義満、菅野恒雄、佐々木信一、上藪直志、大嶋徹、高田治、河西純、竹内広佳、稗田勓、毛利敏彦、河合宜貴、河村章
    - 2000年：入部紳一郎、勝村信之、馬場直幸、伊佐憲一、菅野恒雄、佐々木信一、石黒義満、田原健二、坂本淳一、竹内弘佳、藤本敏行、上藪直志、依田淳、大山浩文
    - 2002年：勝村信之、石田智男、関克哉、伊澤明男、竹内弘佳、河西純、障子川雅則、長瀬正人、坂本淳一、河合宜貴、高山誠、上藪直志、石黒義満、瀧本恵司、大嶋徹、小山孝一
    - 2003年：勝村信之、馬場直幸、児玉洋

  - カメラ：
    - 1997年：福田紳一郎、米山和孝、星谷健司
    - 1998年：加藤文也、福田紳一郎、伊澤明男
    - 1999年：仲田裕人、秋山透、村辻敏幸
    - 2000年：斎藤浩太郎、秋山透、石井隆志
    - 2002年：二見健二
    - 2003年：永野進、二見健二、武田篤

  - 音声：
    - 1997年：大河真、萩原政男
    - 1998年：松永英一、萩原政男、相馬厚
    - 1999年：柴田賢司、大河真、相馬厚
    - 2000年：松永英一、佐脇友彦、相馬厚
    - 2002年：工藤晃義
    - 2003年：工藤晃義、清水幸男、石川剛

  - 映像：
    - 1997年：渋川幸男、陶山正博、大西幸二
    - 1998年：小椋真人、渋川幸男、小川栄治
    - 1999年：細野健志、佐川栄幸、青木正人
    - 2000年：細野健志、小田島健秀、植村敦
    - 2002年：積田穣
    - 2003年：小田島健秀、大西幸二、梅川修三

  - 照明：澤田篤宏（1997年〜2000年・2002年・2003年）、岸本直樹（1999年）、富沢宴令（2000年）、植松晃一、和田智裕（2003年）
  - 中継担当：塩津英史（1999年）
  - 中継連絡：塩津英史（2000年）
  - 音響効果：西野有彦、坂本洋子（1999年・2000年）
  - 音響：
    - 2002年：鈴木真、松下俊彦
    - 2003年：篠原康夫、吉竹新

  - 編集：加賀学、坂本貴志、河村善彦（1999年）、三ツ井章文、三澤祐大（1999年・2000年）
  - MA：高橋誠一郎、佐藤浩二（1999年・2000年）
  - 回線：
    - 1997年：木村好信
    - 1998年：足谷明美、大橋則彦
    - 1999年：足立明美、大橋則彦

  - 回線管理部：
    - 2000年：足谷明美、小池一洋
    - 2002年：井上幸
    - 2003年：井上幸、戸田英男、峯武史

  - システム：丸山将（1997年）
  - システム企画部：
    - 1998年：和賀井隆、丸山将
    - 1999年：丸山将、安藤哲也、宮門裕
    - 2000年：丸山将、板谷恒一、恵喜成
    - 2002年：丸山将

  - マスター：渡辺祥行（1997年）
  - 放送部：
    - 1998年：大澤岳史
    - 1999年：橋本靖、木藤崇
    - 2000年：鈴木満秀、木本武一郎
    - 2002年：長田崇、大澤岳史
    - 2003年：長田崇、橋本達也、水谷芳信

  - マルチ：
    - 1998年：西脇正則
    - 1999年：太田和明、田中誠之
    - 2000年：太田和明
    - 2003年：太田和明、中島一博
    - フジテレビ・オール技術スタッフ

〈フジテレビ美術〉
- - 美術プロデューサー：
    - 1997年：夏野展實、石鍋伸一朗、須藤康弘、北林福夫
    - 1999年・2000年・2002年・2003年︰小須田和彦
    - 2002年：土肥義充

  - 美術制作：重松照英、夏野展實、石鍋伸一朗、須藤康弘、丹沢秀雄、鈴木賢太（1998年）
  - デザイン：
    - 1997年：塩入隆史、山本修身、越野幸栄、桐山三千代、金子隆
    - 1998年：水上啓光、越野幸栄、棈木陽次、桐山三千代、根本研二、山本修身
    - 1999年：水上啓光、山本修身、越野幸栄、棈木陽次
    - 2000年：桐山三千代、水上啓光、越野幸栄、棈木陽次
    - 2002年：山本修身、深井誠之、越野幸栄
    - 2003年：深井誠之、越野幸栄、棈木陽次、桐山三千代、長谷川あおい

  - 美術進行：
    - 1997年：伊藤則緒、足立和彦、林勇、大野恭一郎、吉田敬、石川利久、内山高太郎、西村貴則、柳沢正貴、石田博己、柴田慎一郎、大澤麻衣
    - 1998年：大野恭一郎、中村秀美、内山高太郎、間瀬新吾、石川利久、吉田敬、西村貴則
    - 1999年：大野恭一郎、中村秀美、吉田敬、内山高太郎、間瀬新吾
    - 2000年：大野恭一郎、中村秀美、内山光太郎、古賀飛
    - 2002年：内村和裕、揖野淳司、伊藤則緒
    - 2003年：中村秀美、林勇、大野恭一郎、足立和彦、堀部信行、楫野淳司、石田博己、村瀬大、関谷有美

  - 特殊美術：㈱テルミック（1998年）
  - タイトル：岩崎光明（1998年〜2000年）
  - 電子タイトル：白石浩一（2000年・2002年・2003年）
  - CG：
    - 1997年：松本幸也（orb）
    - 1998年：深井誠之、大坪隆仁、森宮裕、伊原正徳
    - 1999年：小池秀樹、岡本英士、大坪隆仁、森宮裕
    - 2000年：小池秀樹、岡本英士、徳永晶子、大坪隆仁
    - 2002年：小池秀樹、小幡英雄、大村卓、冨士川祐輔／田渕司
    - 2003年：小池秀樹、小幡英雄
    - フジテレビ・オール美術スタッフ
- フードコーディネーター：結城摂子（1998年〜2001年）
- スタイリスト：御法川靖子（2002年・2003年）
- 技術協力：
  - 1997年：八峯テレビ、共同テレビジョン、ニューテレス、東通、池田屋、FVS、GPA、フジミック、レフティーズ、FLT、インターナショナルクリエイティブ、サンフォニックス、TAMCO、池見淳、4-Legs、プロジェクト80、OCBプロ、IMAGICA、共同テレビビデオ編集センター
  - 1998年：共同テレビ、八峯テレビ、ニューテレス、FLT、共立、JATAR、4-Legs、OKK、OCB、プロジェクト80、佳夢音、J-WORKS、IMAGICA、パッチワーク、TDKコア、ビジョンユニバース、D-Craft、ギブ・アンド・テイク、MCJ、インターナショナルクリエイティブ、ダブルビジョン、明光セレクト、バリライト、カスト
  - 1999年：共同テレビ、八峯テレビ、ニューテレス、FLT、共立、ダブルビジョン、㈱K&L、明光セレクト、4-Legs、フジミック、Lefty's、PC Lights Inc.、orb、東京フイルム・メート、CRESCENT、IMAGICA、D-Craft、TDKコア、インターナショナルクリエイティブ、新潟放送、パッチワーク、3×7、OKK、佳夢音、プロジェクト80、サンフォニックス
  - 2000年：共同テレビ、八峯テレビ、ニューテレス、ImPRESS、FLT、明光セレクト、共立、ダブルビジョン、㈱K&L、B、4-Legs、プロジェクト80、J-WORKS、OKK、佳夢音、IMAGICA、TDKコア、テクノマックス、笑カンパニー、Lefty's、orb、ギブ・アンド・テイク、フレイムグラフィックス、インターナショナルクリエイティブ、CRESCENT、MCJ、サンフォニックス、フジミック、ハーフトーンミュージック、bitstudio、USHIO
  - 2002年：ニューテレス、八峯テレビ、共同テレビ、FLT、サンフォニックス、共立、㈱K&L、フジアール、IMAGICA、明光セレクト、株式会社インターナショナルクリエイティブ、スタジオWelt、シリコンスタジオ㈱、コクタービジョン、 ONKEN、SJB、池田屋、SJPINC.、iiyama、J-WORKS、4-Legs、プロジェクト80、第一音響、3×7、R'S FACTORY
  - 2003年：ニューテレス、八峯テレビ、共同テレビ、FLT、サンフォニックス、共立、㈱K&L、フジアール、IMAGICA、スタジオWelt、明光セレクト、渋谷ビデオスタジオ、田中電設、サークル、セギル、株式会社インターナショナルクリエイティブ、インフ、J-WORKS、デジデリック
- タイトルCG：田淵司（2003年）
- コンピューターシステム：新屋正樹（2002年）
- ドミノ協力：㈱テルミック 佐藤正光（1998年〜2000年、佐藤は2000年不参加）
- 協力：
  - 1997年：リック横濱、ニチモウ、船の科学館、波浮港漁業組合、社団法人大島観光協会、オーシャンビレッジ、かんぽの宿伊豆大島、日本道路公団、東京湾横断道路、屋形船東京都協同組合、東京湾遊漁船業協同組合、Mizuno、ホテル日航東京、日本中央競馬会、GLOBAL SPORTS、丸玉屋
  - 1998年：K-1事務局、NCV、ベイサイドスタジオ㈱、スペースエムワイ、佐藤動物プロ、東京フィルム・メート、ウイルスプロダクション、西武百貨店、住江織物、服部栄養専門学校（服部幸應）
  - 1999年：NCV、SFINX、ウイルスプロダクション、リーライダーす、AZITO、株式会社ジャルパック、日本航空、CONTROL、オフィス源、VG、NS、服部栄養専門学校（服部幸應）、北沢産業株式会社、セノー株式会社、船の科学館
  - 2000年：SFINX、リーライダース、ウイルスプロダクション、BEE BRAIN、CONTROL、オフィス源、VG、服部栄養専門学校（服部幸應）、北沢産業株式会社、セノー株式会社
  - 2002年：見城徹（幻冬舎）
  - 2003年：西日本旅客鉄道株式会社、財団法人日本サッカー協会、財団法人東京都サッカー協会、unisport、キヤノン・トレーディング、湘南医療福祉専門学校、Iwatani、特種製紙、明治座、御園座、FCIパリ、FNNカイロ支局、鷹島汽船、フォーミュレーション
- 制作協力：
  - 1997年：NCV、BEE BRAIN、ハーフトーンミュージック、VG、CRUSH OUT、東京フィルム・メート、RAS PRODUCTIONS、Alpha Relations Co,. Ltd./相良和矢（CONTROL）、原知行（オフィス源）、竹内宏文・戸田義人・岡本昭彦（吉本興業）
  - 1998年〜2000年：ジャニーズ事務所
  - 2001年：D:COMPLEX、日本テレワーク、BEE BRAIN、IVSテレビ制作、ワイズビジョン、Wish Company、服部栄養専門学校、㈱エスト、iiyama、株式会社ミュープランニング＆オペレーターズ、大倉陶園、株式会社ノリタケテーブルウェア、Format created by Celodor Productions Ltd.Coord by ECM Productions Ltd.、電通リサーチ、ルミネtheよしもと・浅井企画、Arrival、イザワオフィス、ジャニーズ事務所、タイタン、DENNER、田辺エージェンシー、テイクイット・エージェンシー、マセキ芸能社、吉本興業、ワタナベエンターテインメント
  - 2002年：D:COMPLEX、日本テレワーク、IVSテレビ、Tokyo Disney Resort、㈲ビアーズ、フジパシフィック音楽出版、Format created by Celodor Productions Ltd.・さだ企画、ジャニーズ事務所、タイタン、DENNER systems、ニッコク、吉本興業、ワタナベエンターテインメント、WAHAHA本舗
  - 2003年：D:COMPLEX、日本テレワーク、IVSテレビ制作、NET WEB、BEE BRAIN、セットアップ、共同テレビ、CROSSROAD、サザンアフリカエージェンシー・アップフロントエージェンシー、アミューズ、さだ企画、サンゲット、ジャニーズ事務所、タイタン、タニプロモーション、デンナーシステム、ニッコク、吉本興業、ワタナベエンターテインメント、WAHAHA本舗

〈FNS最強キャラクター大相撲〉（2001年）
- - プロデューサー：西雅史
  - ディレクター：中村肇、福浦与一、金子傑、池田よしひろ、山下浩一、嶋田武史
  - 制作進行：大川泰、神尾昌宏、藤枝誠
- フジテレビコーナー担当ディレクター：
  - 1997年：中村肇、黒木省一郎、長部聡介、城野智則、五木正暁、戸渡和孝、城間康男、小林登、山口将哉・林敏博（CRUSH OUT）、五十嵐英次、小松純也、冨田哲朗、徳光芳文、落合仁・須藤勝（BEE BRAIN）、林田竜一・奥田隆英（NCV）、小杉雅博
  - 1998年：小林延行、奥田隆英、笠井昌章、吉村忠史、代々木明徳、鈴木寿一、城野智則、竹内太郎、片岡飛鳥、李闘士男、植竹克之、鈴木カッパ、及川俊明、有馬智子、戸渡和孝、伊戸川俊伸、松村匠、小松純也、窪田豊、佐々木宗彦、田村浩子、宮道治朗、印田弘幸、金子剛、小倉伸一、豊島浩行、亀森幸二、松井信樹、原礼子、浜野貴敏、志賀直哉、岩田真広、中島由布子
  - 1999年：印田弘幸、伊戸川俊明、五十嵐英次、稲弘樹、植松保弘、丑山彰、馬越崇史、遠藤了党、奥田隆英、落合仁、小倉伸一、金子剛、亀森幸二、城野智則、木村康司、窪田豊、後藤優、小林剛浩、小倉伸一、佐々木淳乃、佐々木宗彦、志賀直哉、鈴木寿一、関根敦史、冨田哲朗、豊島浩行、永澤こうや、根本俊太郎、平野雄大、深沢一浩、三宅恵介、吉田昇、代々木明徳、李闘士男、渡邊信治、渡辺琢・鮎沢高志、河井二郎、佐々木繁雄、塩谷亮、清水泰貴、鈴木剛、西村宗範、浜野貴敏、松永麻子、山本布美江、吉澤聡史、伊藤弘子
  - 2000年：五木正暁、印田弘幸、伊戸川俊伸、宇津浩二、落合仁、小倉伸一、金子剛、城野智則、佐々木宗彦、澤田親宏、清水宏泰、清水泰貴、鈴木寿一、山口誠一郎、吉田昇、吉田雅司、代々木明徳・李闘士男、鮎沢高志、飯村徹郎、河井二郎、佐々木繁雄、塩谷亮、鈴木剛、山本布美江、吉澤聡史、伊藤弘子、熊澤美麗
- フジテレビディレクター：
  - 2001年：神原孝、冨田哲朗、天野晃宏、有川崇、伊戸川俊伸、北沢建一、小仲正重、佐々木敦規、清水泰貴、関卓也、田中暁子、戸渡和孝、長沼昭悟、西田二郎、疋田雅一、福田淳一、藤井辰哉、宮道治朗/田中経一、星野淳一郎
  - 2002年：阿部紀男、天野晃宏、有川崇、板谷栄司、五木正暁、明松功、角谷公英、塩谷亮、嶋田武史、志牟田徹、鈴木カッパ、鈴木剛、田中経一、長沼昭悟、花岡圭一郎、福浦与一、松尾秀一
  - 2003年：阿部一志、阿部紀男、阿部譲、荒木勲、有川崇、池田睦也、大林潤、明松功、金子傑、倉本真誠、桑田直征、桑原千鶴、小仲正重、小松純也、須藤康弘、孫政郁、長江俊和、名越二美、根本俊太郎、花岡圭一郎、弘理子、福浦与一、藤沼聡、本間一成、藪木健太郎、吉澤聡史、吉田岳人、渡辺恭三、渡辺剛
- タイムキーパー：
  - 1997年：石井成子、舟岡由紀
  - 1998年：長井千鶴
  - 1999年：松下絵里、長井千鶴、楮本眞澄、山中京子、斉藤裕里、山口美香、江野澤郁子、久保田有紀子、菅原洋子、平井冴子、平野美紀子、槇加奈子
  - 2000年：斉藤裕里、平井冴子、楮本眞澄、長井千鶴、江野澤郁子、菅原洋子、平野美紀子、槇加奈子、竹野幸子、西田恵子
  - 2002年：江野澤郁子、楮本眞澄、松下絵里、山口美香、菅原洋子、平井冴子、平野美紀子、槇加奈子、山口奈保美、竹野幸子、髙木美紀、西田恵子、満松美弥子、中里優子、長谷川夏子、上野和美、安藤嘉江子、船木玉緒、水野久美
  - 2003年：楮本眞澄、江野澤郁子、松下絵里、斉藤裕里、山口美香、菅原洋子、平井冴子、平野美紀子、槇加奈子、山口奈保美、水越理恵、竹野幸子、髙木美紀、畑中まゆみ、中里優子、高橋由佳、西田恵子、草野麻里、佐藤瑞穂
- デスク：
  - 1997年：広瀬益己
  - 1998年・1999年：小林琴美、松本明美、元吉里枝、小倉洋子
  - 2000年：古賀美由紀、小倉洋子、川上理子、小林琴美、栗田美奈子、元吉里枝
  - 2002年：渡辺庸子、長友里香、斉藤真子
  - 2003年：柴原五月子、長友里香、斉藤真子
- 制作進行：
  - 1997年：清水宏泰、明松功
  - 1998年：長内信博
  - 1999年：長内信博、山野みづほ、金子傑、飯村徹郎
  - 2000年：黒木彰一、浜野貴敏、松本明美
  - 2002年：山本布美江、真崎珠美、長内信博、小池あずさ、佐久間あや、佐藤礼子／有馬智子
  - 2003年：江藤仁、小池あずさ、佐久間あや、小曽根雅紀、草野文、矢嶋麻子、小林美紀、舟木商策、中島大、柴香穂里、榎本哲也、加藤大典、真崎珠美、小野謙吾
- フジテレビコーナー担当プロデューサー：
  - 1997年：鵜月隆朗、岡崎洋三、きくち伸、矢延隆生、本居幸治、手塚久、菊池裕、堤康一、竹内太郎、西敏也（BEE BRAIN）、栗林堅太郎（NCV）
  - 1998年：清原邦夫、菊池裕、大野高義、栗林堅太郎、きくち伸、小西康弘、鈴木克明、三宅恵介、加茂裕治、小須田和彦、菊池啓一、宮本真、大前一彦
  - 1999年：きくち伸、菊池裕、鈴木克明、栗林堅太郎、林田竜一、及川俊明、石本幸一、田邊恵造、加茂裕治、大野高義、菊池啓一、宮本真、大前一彦、髙崎邦雄、有馬智子
  - 2000年：及川俊明、大野高義、加茂裕治、菊池啓一、きくち伸、矢延隆生、米川一成、白根淳子、西敏也・三宅恵介
- フジテレビプロデューサー：
  - 2001年：荒井昭博、麻生華子、石井正幸、大前一彦、及川俊明、岡本昭彦、加茂裕治、片岡飛鳥、きくち伸、栗林謙、小林稔典、清水宏泰、徳永竜二、原田冬彦、松尾利彦、松野博文、松村匠、松本方哉、矢延隆生、米川一成/越智武彦（関西テレビ）
  - 2002年：朝妻一、麻生葉子、荒井昭博、五十嵐英次、石井浩二、小野謙吾、きくち伸、栗林謙、高橋正秀、徳永竜二、中村百合子、西雅史、羽広克成、日向栄二、藤沼聡、松尾利彦、溝口憲司、矢延隆生、峰岸淳、米満浩一、米川一成
  - 2003年：朝妻一、有木弘美、五十嵐英次、伊藤征章、きくち伸、菊池裕、黒木彰一、佐々木純也、佐々木将、髙橋正秀、辻村たろう、戸渡和孝、西雅史、橋本寿史、羽広克成、矢延隆生、米満浩
- 監修：王東順（1997年～1999年）、三宅恵介（1997年）
- 総合ディレクター：原田冬彦、徳光芳文（1998年）
- ディレクター：徳光芳文（1999年・2000年）、亀高美智子（1999年）、小松純也、石井浩二、金子傑（2000年）
- フロアー演出：宮道治朗（2002年・2003年）、小松純也（2002年）、山本布美江（2003年）
- 制作プロデューサー：原田冬彦（1999年・2000年）、渡辺俊介（1999年）
- プロデューサー：桜井郁子/小西康弘、小須田和彦（1997年）
- エグゼクティブディレクター：三宅恵介（2001年・2002年）
- 総合演出：水口昌彦（1997年）、坪田譲治（1998年〜2000年）、小松純也/伊藤征章（2001年）、渡辺琢（2001年・2002年）、渡辺俊介（2002年・2003年）、戸渡和孝（2002年）、石井浩二、本間学、濱潤、鈴木カッパ（2003年）
- 総合プロデューサー：水口昌彦（1997年・2001年）、荒井昭博（1998年〜2000年）、吉田正樹（2001年〜2003年）/港浩一（2001年）、鈴木克明、西渕憲司（2002年・2003年）
- 制作著作：フジテレビ、フジネットワーク27社